# ایمنی عملکردی
ایمنی عملکردی (انگلیسی: Functional safety) بخشی از ایمنی کلی یک سیستم یا قطعه ای از تجهیزات است که به سیستم یا تجهیزات عمل می‌کند که به درستی در پاسخ به ورودی‌های آن، از جمله مدیریت امن خطاهای احتمالی اپراتور، خرابی سخت افزار و تغییرات محیطی عکس‌العمل نشان میدهد.

## هدف از ایمنی کاربردی
هدف از ایمنی کاربردی، آزادی از خطر غیرقابل قبول آسیب جسمی و یا صدمه به سلامت مردم به‌طور مستقیم یا غیر مستقیم(از طریق صدمه به اموال یا محیط) است.